# Nice Contieri
Nice Contieri (ur. 19 października 1912 w Sale (Piemont), zm. 12 sierpnia 1965 w Neapolu) – włoska slawistka i polonistka.
Ukończyła slawistykę w Istituto Orientale na Uniwersytecie w Neapolu. Od 1953 objęła lektorat i prowadziła wykłady na temat literatury i języka polskiego. W 1965 została habilitowana. Zajmowała się głównie wpływem twórczości Petrarki na utwory polskich pisarzy i poetów, dziełami Mickiewicza; przełożyła na język włoski wiersze m.in.: Tadeusza Peipera, Mirona Białoszewskiego, Juliana Tuwima, Jana Brzękowskiego, Juliana Przybosia, Zbigniewa Bieńkowskiego, Stanisława Grochowiaka.
Jej publikacje ukazywały się w "Tempo di Letteratura", "Annali. Sezione Slava" i "Ricerche slavistiche".

## Publikacje
- 1953 – Sommario di storia della letteratura polacca
- 1955/1956 – Mickiewicz e il Petrarca
- 1961 – La fortuna del Petrarca in Polonia nei secoli XIV e XV
- 1963 – La fortuna del Petrarca in Polonia nella prima meta del secolo XVI
- 1963 – Tuwim e la poesia minore del secolo XIX
- 1966 – Petrarca in Polonia e altri studi (przedmowa: Giovanni Maver)